# ويليام بي. كورنويل
ويليام بي. كورنويل (بالإنجليزية: William B. Cornwell) هو محامي أمريكي، ولد في 25 نوفمبر 1864 في مقاطعة هامبشاير في الولايات المتحدة، وتوفي في 8 أبريل 1926 في رومني في الولايات المتحدة.